# NGC 1317
NGC 1317 = NGC 1318 (auch Fornax B) ist eine Balken-Spiralgalaxie vom Hubble-Typ SBa im Sternbild Fornax am Südsternhimmel. Sie ist schätzungsweise 82 Millionen Lichtjahre von der Milchstraße entfernt und hat einen Scheibendurchmesser von etwa 70.000 Lj. Gemeinsam mit NGC 1316 bildet sie ein gravitativ gebundenes Galaxienpaar. Unter der Katalogbezeichnung FCC 22 ist sie als Mitglied des Fornax-Galaxienhaufens gelistet.

In derselben Himmelsregion befinden sich u. a. die Galaxien NGC 1310 und NGC 1326.
Das Objekt wurde am 24. November 1826 von James Dunlop mit einem 9-Zoll-Reflektor entdeckt (als NGC 1317 aufgeführt). Wiederentdeckt am 19. Januar 1865 von Julius Schmidt (als NGC 1318 gelistet).

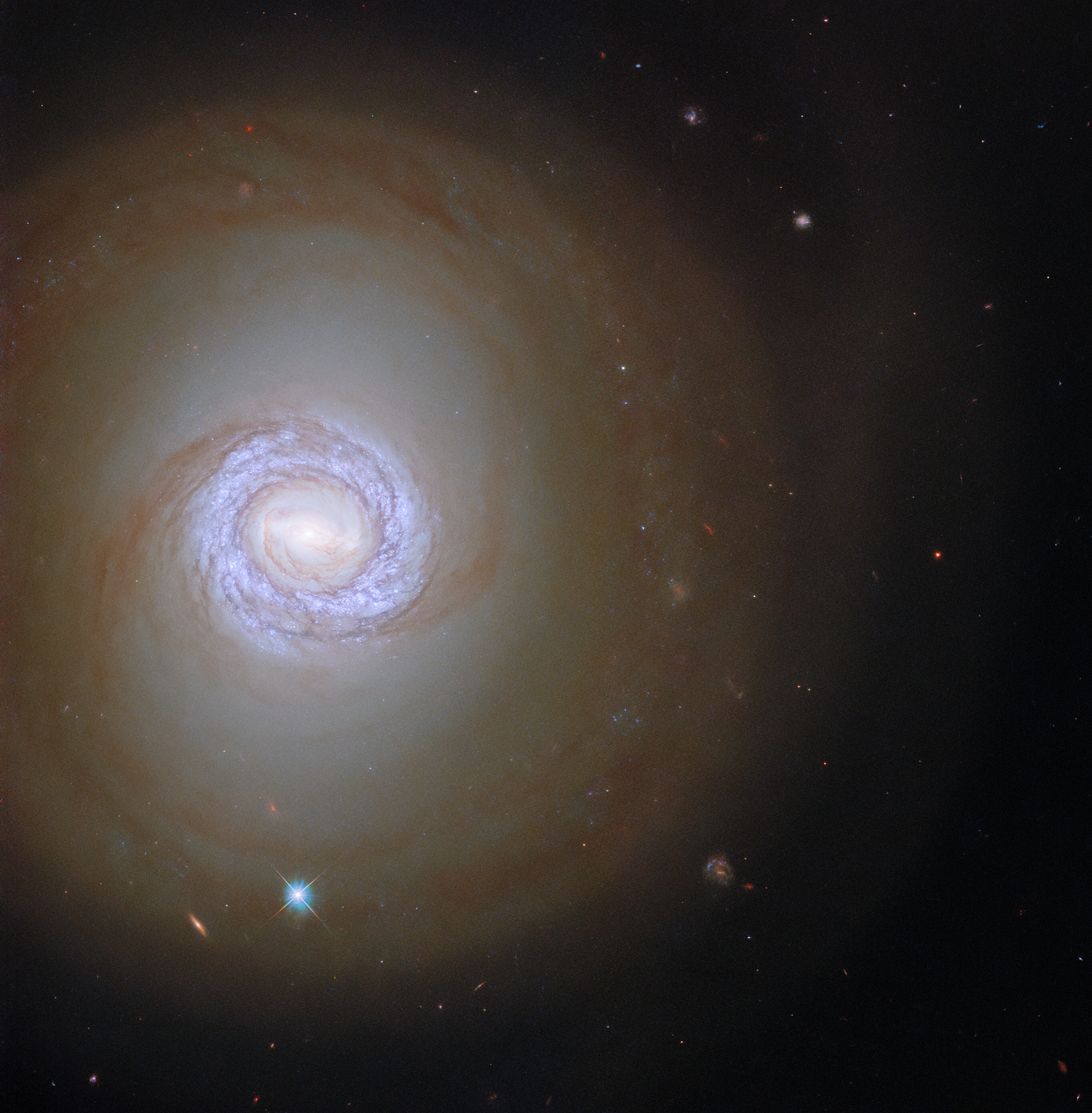
Hochaufgelöste Aufnahme des Zentrums, erstellt mithilfe des Hubble-Weltraumteleskops